# 世界结核病日
世界结核病日（英語：World Tuberculosis Day，或译世界防治結核病日）定於每年的3月24日，是紀念1882年3月24日德國微生物學家羅伯·柯霍於柏林向一群醫生發表他對結核病病原菌的發現。

## 历史
世界衛生組織於1993年在英國倫敦召開的第46届世界衛生大會通过了《全球结核病紧急状态宣言》並積極宣傳此病的防治的重要。2012年统计约有860万人患有结核病，其中130万人死于结核病，他们大多数来自第三世界。

## 历年主题
- 1996年：“我们面临结核感染的危险”
- 1997年：“防治结核病　人人保健康”
- 1998年：“结核病—严重危胁人类健康的传染病”
- 1999年：“依法控制结核病　防止结核病蔓延”
- 2000年：“动员全社会共同关注结核病”
- 2001年：“积极发现、治愈肺结核病人”
- 2002年：“遏制结核病，消除贫困”
- 2003年：“短程督导化疗治愈了我，也将治愈你”
- 2004年：“控制结核病，让每一次呼吸更健康”
- 2005年：无，由各国自己制定。
- 2006年：“防治结核，坚持不懈”